# Imanol Landeta
Imanol Goenaga Martí (Ciudad de México, 23 de julio de 1987), conocido también por su nombre artístico Imanol Landeta o simplemente como su nombre Imanol, es un actor y cantante mexicano. Su carrera de actuación empezó en Plaza Sésamo V. Realizó el cortometraje El Juego de los Besos, los largometrajes Última llamada, en 1996, y Elisa Antes del Fin del Mundo. En teatro dio vida a Marcelino en Marcelino Pan y Vino que en su primera temporada se presentó en el Teatro Insurgentes. Es hijo del también actor Manuel Landeta y Angelina Martí, y hermano de Jordi Landeta.

## Discografía
- Imanol (1997)
- Pedacitos de amor (1998)
- Pescador (1999)
- Creciendo juntos (2000)
- Si tú supieras (2002)
- Es hoy (2004)
- Señales (2007)

## Actuación

### Películas
- Surf's up (Reyes de las olas) (como la voz de Cody) (2007)
- Vida Salvaje(película) (como la voz de Duke) (2006)
- Un secreto de esperanza (2003)
- Elisa antes del fin del mundo (1997) como Miguel
- Última llamada (1996)

### Telenovelas
- Papás por conveniencia (2024) como Felipe[1]
- Juro que te amo (2008-2009) como Pablo Lazcano.
- Código postal (2006-2007) como Pablo Rojas Alonso.
- Velo de novia (2003) como Alexis Robleto.
- De pocas, pocas pulgas (2003) como Rolando.
- Clase 406 (2002-2003) como Alejandro Acero Pineda.
- El niño que vino del mar (1999) como Felipín Rodríguez Cáceres de Rivera.
- Vivo por Elena (1998) como Juan "Juanito" Montiel Fonseca
- Los hijos de nadie (1997)

### Programas
- Plaza Sésamo (1993)
- Mujer, casos de la vida real (2005)
- Bailando por un sueño (2005)
- Bajo el mismo techo (2005)
- Las Estrellas Bailan En Hoy (2024)

### Teatro
- Marcelino, pan y vino (1996)
- Qué plantón (1989)
- Mentiras el musical (2024)

## Premios y nominaciones

### Premios TVyNovelas
| Año  | Categoría                   | Telenovela    | Resultado |
| ---- | --------------------------- | ------------- | --------- |
| 2007 | Mejor actor juvenil estelar | Código postal | Ganador   |

### Premios Bravo (México)
| Año  | Categoría                | Telenovela               | Resultado |
| ---- | ------------------------ | ------------------------ | --------- |
| 2000 | Mejor actuación infantil | El niño que vino del mar | Ganador   |